# 新宿区立戸塚第二小学校
新宿区立戸塚第二小学校（しんじゅくくりつとつかだいにしょうがっこう）は東京都新宿区高田馬場一丁目25番21号にある公立小学校。

## 歴史
1918年に戸塚尋常高等小学校（現在の新宿区立戸塚第一小学校）の分教場から戸塚第二尋常小学校として創立した。太平洋戦争中に空襲により校舎が全焼した。三宅島の噴火の際に東京に避難してきた島民の一部の小学生が編入した。

## 併設している施設
- 新宿区立戸塚第二幼稚園
- 戸塚第二小学校内学童クラブ

## 教育目標

### 目指す学校像
- 教師と児童、児童が人格や個性を尊重しあう学校（人権尊重教育に努める）
- 児童一人一人の持ち味が生かされ、生きがいの持てる学校（個性を尊重し、「生きる力」の育成を図る）
- 教育課程の趣旨を踏まえ、創意と工夫に満ちた教育活動（教育内容・方法の充実と改善に努める）
- 地域の自然や文化を大切にし、家庭と地域社会とともに育てる学校（家庭や地域社会との連携を密にする）

## 基本方針
- 人権感覚を高める指導の徹底
- 安全で楽しく学べる教育環境の整備
- 調和と統一のある教育課程の編成
- 開かれた学校作り

小学校の児童数と教員数
| 年度     | 児童総数 | 1年生 | 2年生 | 3年生 | 4年生 | 5年生 | 6年生 | 教員数 | 職員数 |
| -------- | -------- | ----- | ----- | ----- | ----- | ----- | ----- | ------ | ------ |
| 平成25年 | 183人    | 40人  | 21人  | 24人  | 32人  | 29人  | 37人  | 19人   | 4人    |
| 平成26年 | 188人    | 46人  | 38人  | 24人  | 24人  | 29人  | 27人  | 22人   | 4人    |
| 平成27年 | 209人    | 44人  | 45人  | 39人  | 27人  | 24人  | 30人  | 22人   | 3人    |
| 平成28年 | 227人    | 44人  | 44人  | 48人  | 38人  | 27人  | 26人  | 19人   | 2人    |
| 平成29年 | 255人    | 56人  | 46人  | 40人  | 50人  | 36人  | 27人  | 21人   | 3人    |
| 平成30年 | 276人    | 52人  | 54人  | 43人  | 41人  | 48人  | 38人  | 22人   | 3人    |
| 令和元年 | 287人    | 50人  | 53人  | 53人  | 42人  | 42人  | 47人  | 25人   | 3人    |
| 令和2年  | 286人    | 51人  | 47人  | 50人  | 53人  | 44人  | 41人  | 26人   | 4人    |
| 令和3年  | 301人    | 63人  | 48人  | 43人  | 51人  | 53人  | 43人  | 25人   | 5人    |
| 令和4年  | 303人    | 46人  | 61人  | 49人  | 45人  | 52人  | 50人  | 23人   | 4人    |
| 令和5年  | 302人    | 52人  | 45人  | 62人  | 49人  | 42人  | 51人  | 25人   | 4人    |

## 出身者
- 浜四津敏子（政治家、弁護士）
- 木原誠二（政治家、財務官僚）
- 郡山冬果（女優）